# Lasse Stefanz
Lasse Stefanz er et svensk danseband der blev dannet i 1967.

## Diskografi
- Kära Rut, 1970 (singel)
- Ett snurrande hjul, 1972 (singel)
- Vad tiden går, 1974
- Spelmansminnen, 1975
- Strandpartajj, 1976
- Sunshine, 1977
- Darlin', 1978
- Vid en liten fiskehamn, 1981
- Oh, Julie!, 1982
- Marie Marie, 1983
- Elaine, 1984
- Fredens duva, 1985
- Den lilla klockan, 1986
- Nere på Söder, 1987
- Det här är bara början, 1988 (Mariann)
- Peppelinos Bar, 1988
- Livets ljusa sida, 1988
- Mot nya mål, 1989
- Vindarnas sång, 1990
- Tic Tac Toe, 1992
- På begäran, 1992
- Min ängel, 1994
- Bara du, 1995
- Sommardansen, 1995
- Dig ska jag älska 1996
- Sommardansen 2, 1997
- I ett fotoalbum, 1998
- Över en kopp i vår berså, 1999
- Sommardansen 3, 2000
- Emelie, 2001
- I tomteverkstan, 2001
- Mi Vida Loca, 2002
- Det här är bara början, 2003
- Röd Chevrolet, 2004
- Pickup-56, 2006
- Vagabond, 2007
- Rallarsväng, 2008
- Svängjul, 2008
- En vän som du, 2009
- Truck Stop, 2009
- Texas, 2010
- Lasse Stefanz Goes 70's, 2010
- Cuba Libre, 2011

### DVD / VHS
- Från Österlen till Oklahoma, 2003
- Ingen dans på rosor, 2009
- På väg till Malung med Lasse Stefanz, 2010